# Alfred Šramek
Alfred Šramek (* 5. April 1951 in Mistelbach, Niederösterreich; † 23. Juni 2016 ebenda) war ein österreichischer Opernsänger in den Stimmlagen Bass und Bassbariton. Ab 1975 war er Ensemblemitglied der Wiener Staatsoper.

## Leben
Alfred Šramek wurde in Mistelbach geboren, seine Eltern waren im Schloss Loosdorf beschäftigt, wo der Vater als Kutscher arbeitete. Im Alter von sechs Jahren übersiedelte er mit seiner Familie nach Wien. Seine erste musikalische Ausbildung erhielt er im Alter von zehn Jahren als Mitglied der Mozartsängerknaben. Auf Wunsch der Eltern erlernte er den Beruf des Tuchhändlers. Später studierte er am Konservatorium der Stadt Wien bei Hilde Zadek und Peter Klein Gesang.
1974 erhielt er ein erstes Engagement am Stadttheater St. Pölten. Im April 1974 sang er in einer Vorstellung des Konservatoriums im Theater an der Wien in Così fan tutte den Don Alfonso. Auf Einladung seiner Lehrerin Hilde Zadek waren auch Mitglieder der Direktion der Wiener Staatsoper anwesend. Drei Tage später wurde er von der Oper eingeladen, am dortigen Studio weiterzulernen. In weiterer Folge sang er bei Hans Swarowsky vor, der ihn nicht nur in das Opernstudio aufnahm, sondern auch zum Dirigentenkurs in Ossiach einlud. Im Alter von 23 Jahren wurde er vom damaligen Direktor Rudolf Gamsjäger an die Staatsoper geholt, wo er als Meister und Kapellsänger in Palestrina debütierte. Von 1. Februar 1975 war er bis zu seinem Ableben Ensemblemitglied der Wiener Staatsoper.
Von 1978 bis 1985 trat er bei den Salzburger Festspielen auf, 1982 gastierte er bei den Bregenzer Festspielen. 1981 wirkte er in der Uraufführung der Oper Baal von Friedrich Cerha mit, 2002 sang er in der Rolle des Sargtischlers und des Teufels in der Uraufführung von Cerhas Oper Der Riese vom Steinfeld. Zu seinen Paraderollen zählte der Bartolo in Rossinis Barbier von Sevilla, in der er 175-mal zu erleben war. Außerdem spielte er jeweils über 100 Mal den Benoit in La Bohème und den Mesner in Tosca. Insgesamt gestaltete er im Haus am Ring rund 100 Partien in über 2500 Vorstellungen. Šramek trat auch an der Wiener Volksoper auf und gab Liederabende, wo er zwischen Schubert-Liedern, Volksliedern und Wienerliedern auch Anekdoten aus seinem Leben erzählte. Seinen letzten Auftritt an der Wiener Staatsoper hatte er am 16. April 2016 in der Rolle des Mesners.
Ab 1982 lebte Šramek wieder im Weinviertel, in einem Winzerhaus in Lanzendorf. In seiner Freizeit war er mit seiner Pferdekutsche oder seinen Traktoren in seiner Heimat unterwegs. 2008 wurde bei Šramek eine Krebserkrankung diagnostiziert, aus der ein Nierenversagen resultierte. Seitdem war er auf eine Dialyse angewiesen. Alfred Šramek war seit 2012 verwitwet. Die Tochter Katharina Dorian ist Musicaldarstellerin und war unter anderem in Tanz der Vampire als Rebecca zu sehen. Seine zweite Tochter Johanna starb 2015 im Alter von 26 Jahren.
Die Familiengrabstätte befindet sich auf dem Stadtfriedhof Mistelbach (Feld C, Nummer 57).

## Auszeichnungen

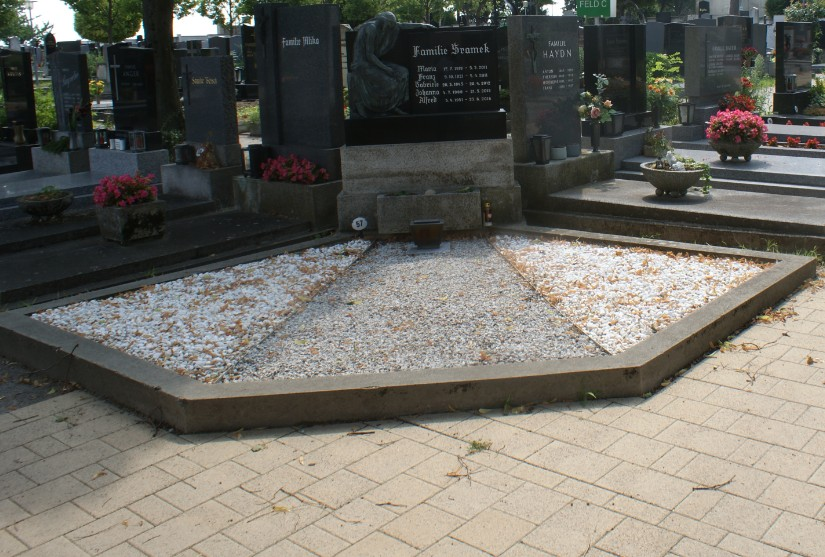
Grabstätte von Alfred Sramek

- 1989 wurde er mit dem Titel Österreichischer Kammersänger ausgezeichnet.[7]
- Im Mai 2014 wurde er zum Ehrenmitglied der Wiener Staatsoper ernannt und erhielt den Ehrenring der Wiener Staatsoper.[8]
- Alfred Sramek-Gasse in Lanzendorf.

## Aufnahmen (Auswahl)
- Friedrich Cerha: Baal, mit Martha Mödl, Emily Rawlins, Margarethe Bence, Waldemar Kmentt, Heinz Holecek, Alfred Šramek, Dirigent: Christoph von Dohnányi, Wiener Philharmoniker, Amadeo, Live-Aufnahme der Uraufführung 1981

## Filmografie (Auswahl)
- 1982: Die verkaufte Braut